# Tolos

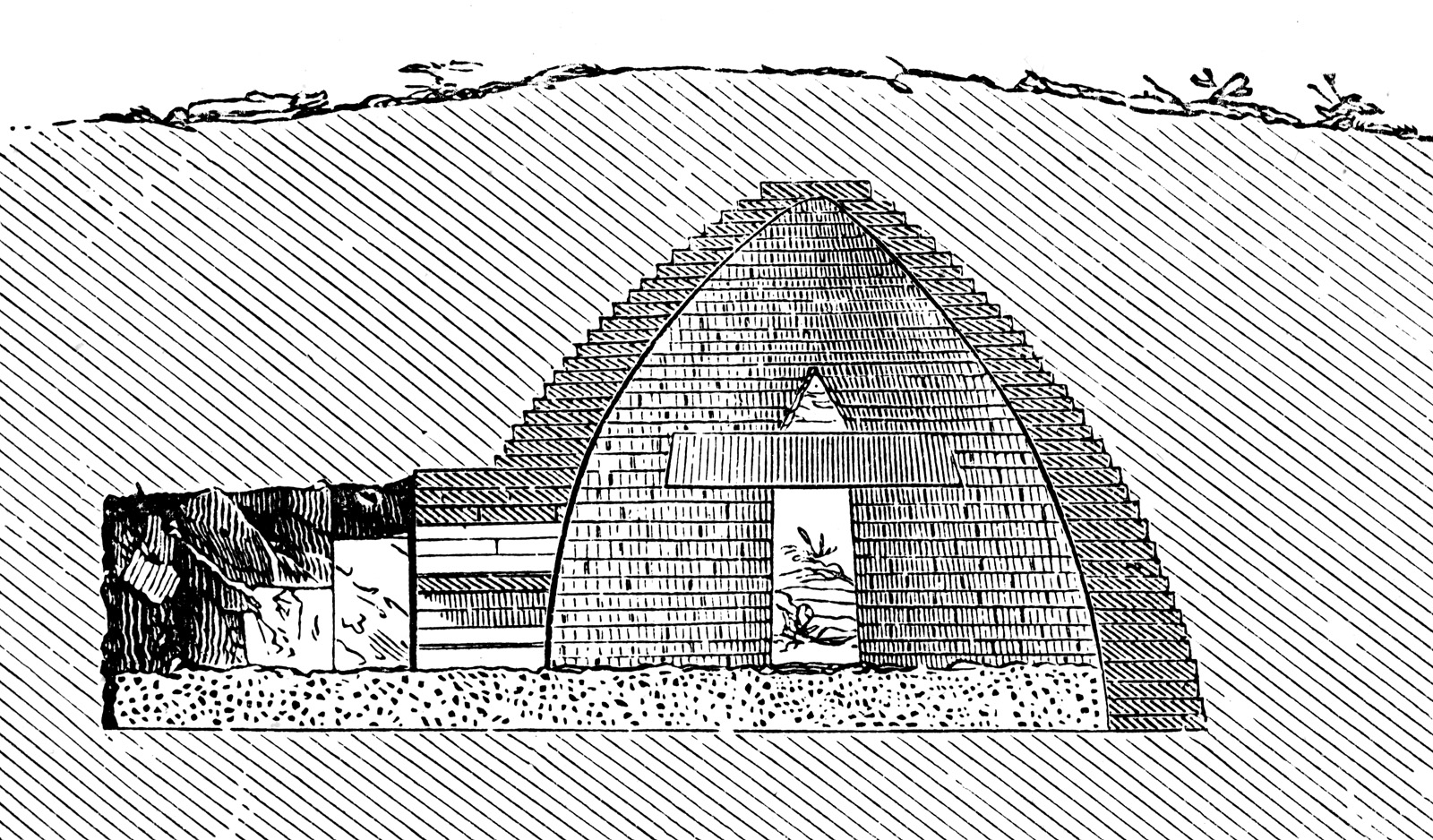
Tolos (Skarbiec Atreusa) w przekroju

Tolos (stgr. θόλος thólos, lm. tholoi) – określenie antycznej budowli o kilku różnych  funkcjach i znaczeniach: 
1. kamienny grobowiec na planie koła lub zbliżonym do koła, przykryty pozornym sklepieniem kopułowym (grobowiec kopułowy lub grobowiec w kształcie ula)[1], sklepieniem płaskim lub też w ogóle pozbawiony jakiegokolwiek przykrycia. Mógł być zwykłym kopcem ziemnym usypanym nad pomieszczeniem zawierającym szczątki zmarłego lub zmarłych wraz z wyposażeniem grobowym,
2. w architekturze antycznej budowla składająca się z okrągłego naosu otoczonego kolumnadą, kryta dachem stożkowym, o różnej funkcji[1].

Grobowce kopułowe pojawiły się już w epoce minojskiej, ale największą popularność zyskały w mykeńskiej. Podobne grobowce budowano również w czasach późniejszych w Grecji, Italii, Tracji (liczba znanych tam grobowców kopułowych przekroczyła 30) oraz w północnym Nadczarnomorzu.
Najliczniejsza grupa tolosów znajduje się na Krecie w dolinie Mesara i wokół Koumasa w górach Kophinas. Najsłynniejszym tolosem-grobowcem jest tzw. skarbiec Atreusza (znany też jako grób Agamemnona) w pobliżu Myken.
W okresie archaicznym zaczęto wznosić inne budowle na planie koła (np. Prytanejon w Sparcie dla potrzeb urzędników zwanych prytanami).
W czasach późniejszych tolos był typem klasycznej świątyni z okrągłym naosem otoczonym kolumnadą (zob. rotunda). Jedna z takich najsłynniejszych świątyń znajdowała się w Delfach, a jej pozostałości są obecnie najbardziej charakterystycznym elementem tamtejszych ruin.